# إقليم ماكامبا
مقاطعة ماكامبا هي المقاطعة الواقعة في أقصى الجنوب من بوروندي. يبلغ عدد سكان المقاطعة 430899 نسمة (تعداد 2008) وتغطي مساحة 1،960 كيلومتر مربع. عاصمة المقاطعة هي ماكامبا. تحتوي ستة بلديات. عاد العديد من اللاجئين من تنزانيا إلى هذه المقاطعة، وخاصة إلى بلديات كايوغورو ونيانزا لاك وماباندا وفوجيزو. هذا يسبب مشكلة كبيرة، لأنه لا توجد أرض كافية للجميع. وهي المقاطعة الأكثر خصوبة في بوروندي.

## البلديات
وهي مقسمة إدارياً إلى البلديات التالية:
- كومونة كايوغورو
- كومونة كيباغو
- كومونة ماباندا
- كومونة ماكامبا
- كومونة نيانزا لاك
- كومونة فوجيزو